# Stankovići
Stankovići je vesnice patřící do opčiny Orebić v Chorvatsku, v Dubrovnicko-neretvanské župě. V roce 2001 zde žilo 201 obyvatel v 75 domech.

## Poloha
Vesnice je situována při hlavní pelješacké silnici D 414 východně od Orebiće. Ekonomika vesnice je založena na turismu.

## Pamětihodnosti
Východně od vesnice je hřbitov se středověkým kostelem sv. Jiří.

## Galerie

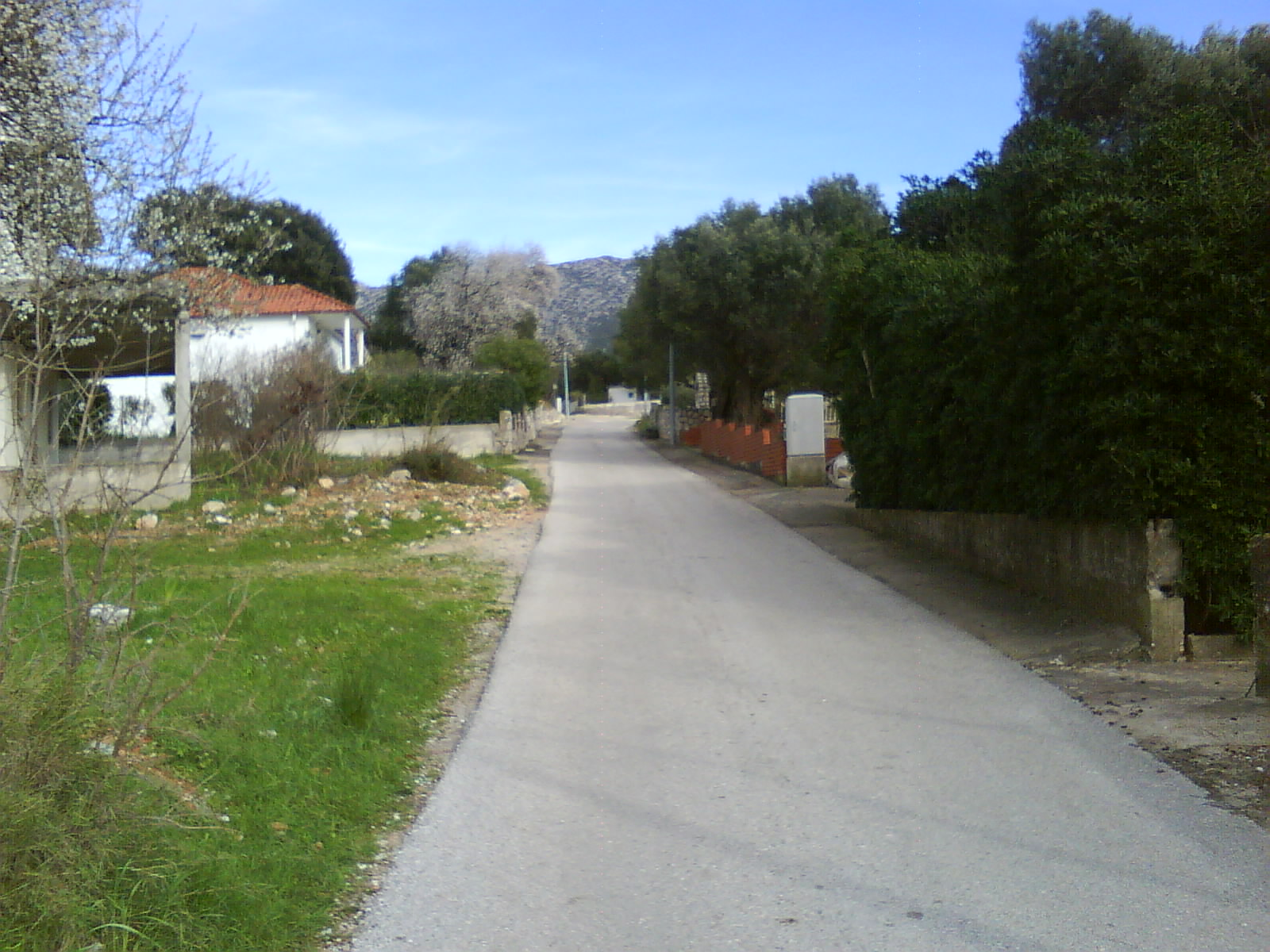
Stankovići
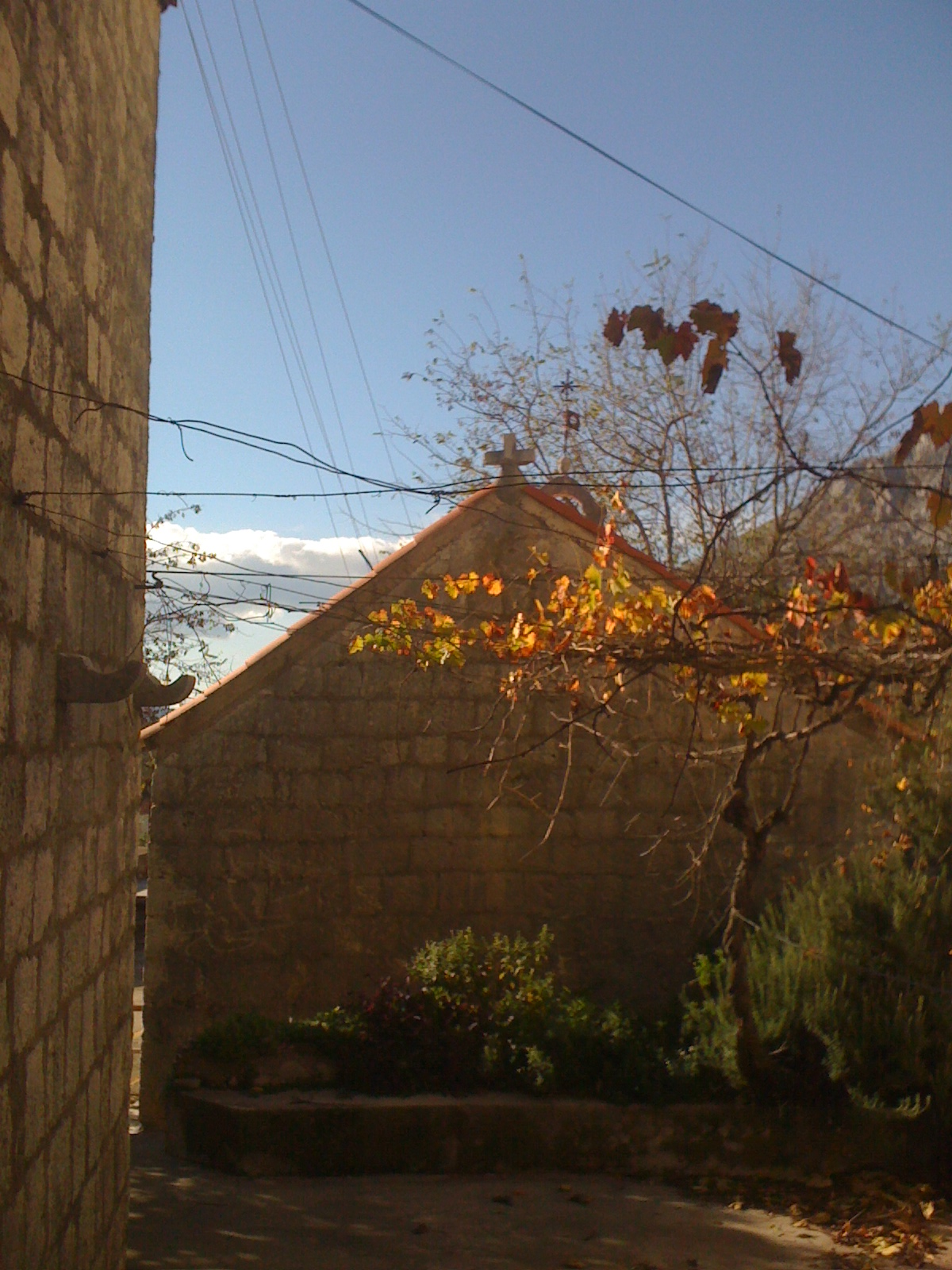
Kaple sv. Antonína